# Ipolyvece megállóhely
Ipolyvece megállóhely egy Nógrád vármegyei vasúti megállóhely Ipolyvece községben, a MÁV üzemeltetésében. A belterület déli szélén helyezkedik el, közúti megközelítését a 22 101-es útból kiágazó 22 302-es számú mellékút (települési nevén Petőfi utca) biztosítja.

## Vasútvonalak
A megállóhelyet az alábbi vasútvonalak érintik:
- Vác–Balassagyarmat-vasútvonal

## Kapcsolódó állomások
A megállóhelyhez az alábbi állomások vannak a legközelebb:
- Drégelypalánk vasútállomás (Vác–Balassagyarmat-vasútvonal)
- Dejtár vasútállomás (Vác–Balassagyarmat-vasútvonal)

## Forgalom
| Járat | Útvonal | Gyakoriság                                      |
| ----- | --- | ----------------------------------------------- |
| S750  | Vác – Kisvác – Fenyveshegy – Magyarkút-Verőce – Magyarkút – Szokolya – Berkenye – Nógrád – Diósjenő – Borsosberény – Nagyoroszi – Drégelyvár – Sáferkút – Drégely – Drégelypalánk – Ipolyvece – Dejtár – Ipolyszög – Balassagyarmat | Napi 7 pár                                      |
| S750  | Drégelypalánk → Ipolyvece → Dejtár → Ipolyszög → Balassagyarmat | Munkanapokon és szombaton 1 Balassagyarmat felé |